# 大浜南町
大浜南町（おおはまみなみまち）は、大阪府堺市堺区にある地名。2024年現在の行政地名は大浜南町一丁から大浜南町三丁。住居表示は実施済。

## 地理
堺区の西部に位置する。南西は出島浜通・出島海岸通・出島町、南東は新在家町西・南旅篭町西・南半町西、北西は大浜西町、北東は大浜中町に接する。南東から順に一丁から三丁がある。

### 河川
- 土居川
  - 得新橋

## 歴史

### 沿革
- 1922年（大正11年）、堺市南附洲新田の一部より、大浜南町成立。
- 1940年（昭和15年）、一部を出島町1 - 2丁に編入。
- 1959年（昭和34年）、一部が大浜北町1 - 5丁・大浜中町1 - 3丁・出島町1 - 5丁となり、同時に出島町1 - 5丁の一部を編入[6]。
- 2006年（平成18年）、堺市が政令指定都市に移行し、行政区を設置。大浜南町は堺区の所属となる。

## 世帯数と人口
2024年（令和6年）5月31日現在の世帯数と人口は以下の通りである。
| 丁           | 世帯数    | 人口    |
| ------------ | --------- | ------- |
| 大浜南町一丁 | 160世帯   | 271人   |
| 大浜南町二丁 | 404世帯   | 677人   |
| 大浜南町三丁 | 484世帯   | 721人   |
| 計           | 1,048世帯 | 1,669人 |

### 人口の変遷
国勢調査による人口の推移。
| 1995年（平成7年）  | 2,289人 | [ 7 ]  |  |
| 2000年（平成12年） | 2,151人 | [ 8 ]  |  |
| 2005年（平成17年） | 1,875人 | [ 9 ]  |  |
| 2010年（平成22年） | 1,866人 | [ 10 ] |  |
| 2015年（平成27年） | 1,944人 | [ 11 ] |  |
| 2020年（令和2年）  | 1,880人 | [ 12 ] |  |

### 世帯数の変遷
国勢調査による世帯数の推移。
| 1995年（平成7年）  | 1,102世帯 | [ 7 ]  |  |
| 2000年（平成12年） | 1,151世帯 | [ 8 ]  |  |
| 2005年（平成17年） | 1,071世帯 | [ 9 ]  |  |
| 2010年（平成22年） | 1,053世帯 | [ 10 ] |  |
| 2015年（平成27年） | 1,143世帯 | [ 11 ] |  |
| 2020年（令和2年）  | 1,129世帯 | [ 12 ] |  |

## 学区
市立小・中学校に通う場合、学区は以下の通りとなる。
| 丁           | 番   | 小学校           | 中学校           |
| ------------ | ---- | ---------------- | ---------------- |
| 大浜南町一丁 | 全域 | 堺市立英彰小学校 | 堺市立大浜中学校 |
| 大浜南町二丁 | 全域 | 堺市立英彰小学校 | 堺市立大浜中学校 |
| 大浜南町三丁 | 全域 | 堺市立英彰小学校 | 堺市立大浜中学校 |

## 事業所
2021年（令和3年）現在の経済センサス調査による事業所数と従業員数は以下の通りである。
| 丁           | 事業所数 | 従業員数 |
| ------------ | -------- | -------- |
| 大浜南町一丁 | 3事業所  | 36人     |
| 大浜南町二丁 | 14事業所 | 151人    |
| 大浜南町三丁 | 16事業所 | 358人    |
| 計           | 33事業所 | 545人    |

## 交通

### バス
- 南海バス[15]
- 21系統：大浜南町 - 出島

### 道路
- 大阪府道29号大阪臨海線
- 海岸通り（大阪府道34号堺狭山線・大阪府道204号堺阪南線）
- 御陵通り（大阪府道197号深井畑山宿院線）

## 施設
- 堺市消防局
- 堺市立大浜中学校

## 郵便
- 郵便番号：590-0976[3]（集配局：堺郵便局[16]）。

## ギャラリー

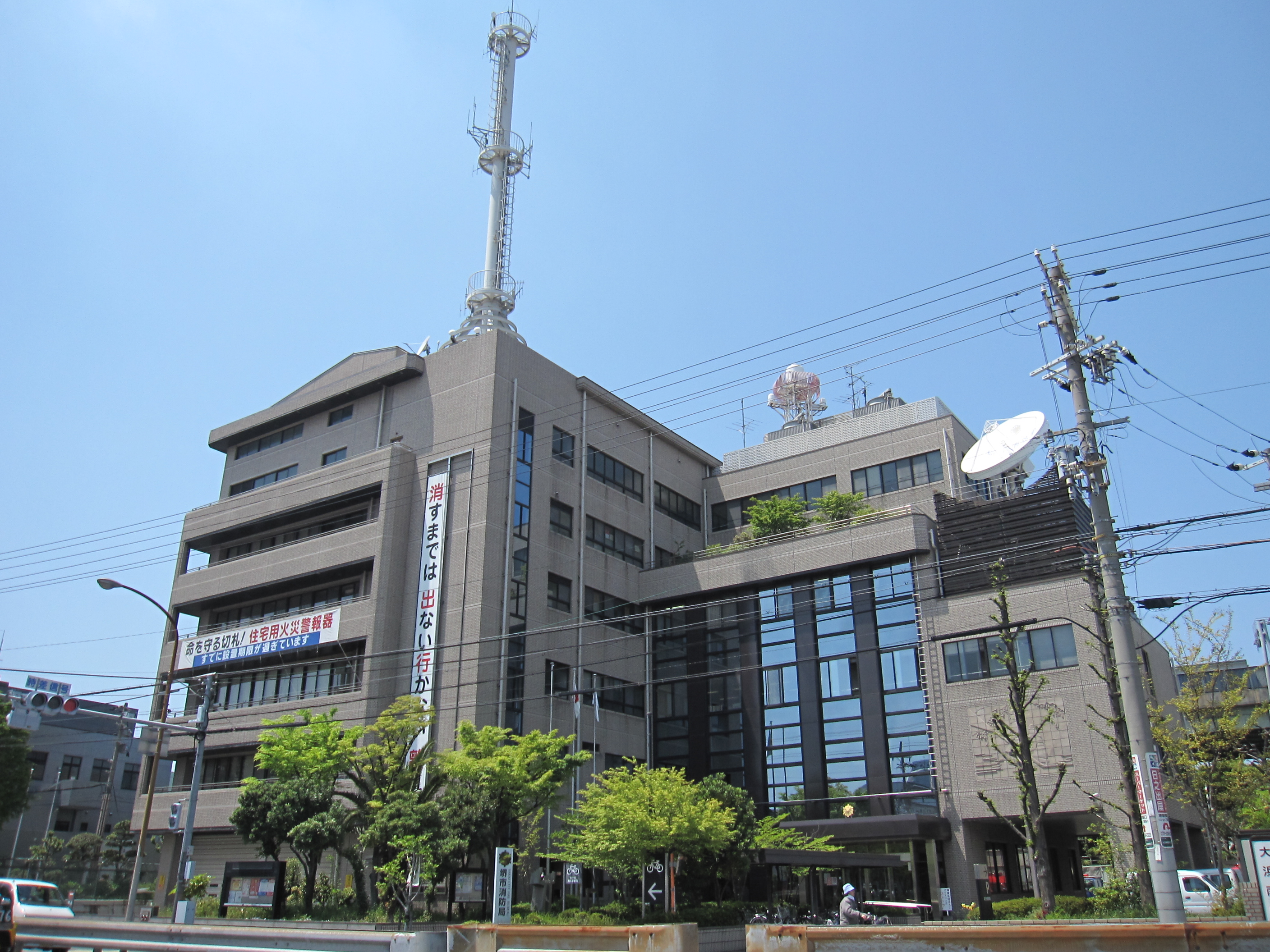
堺市消防局
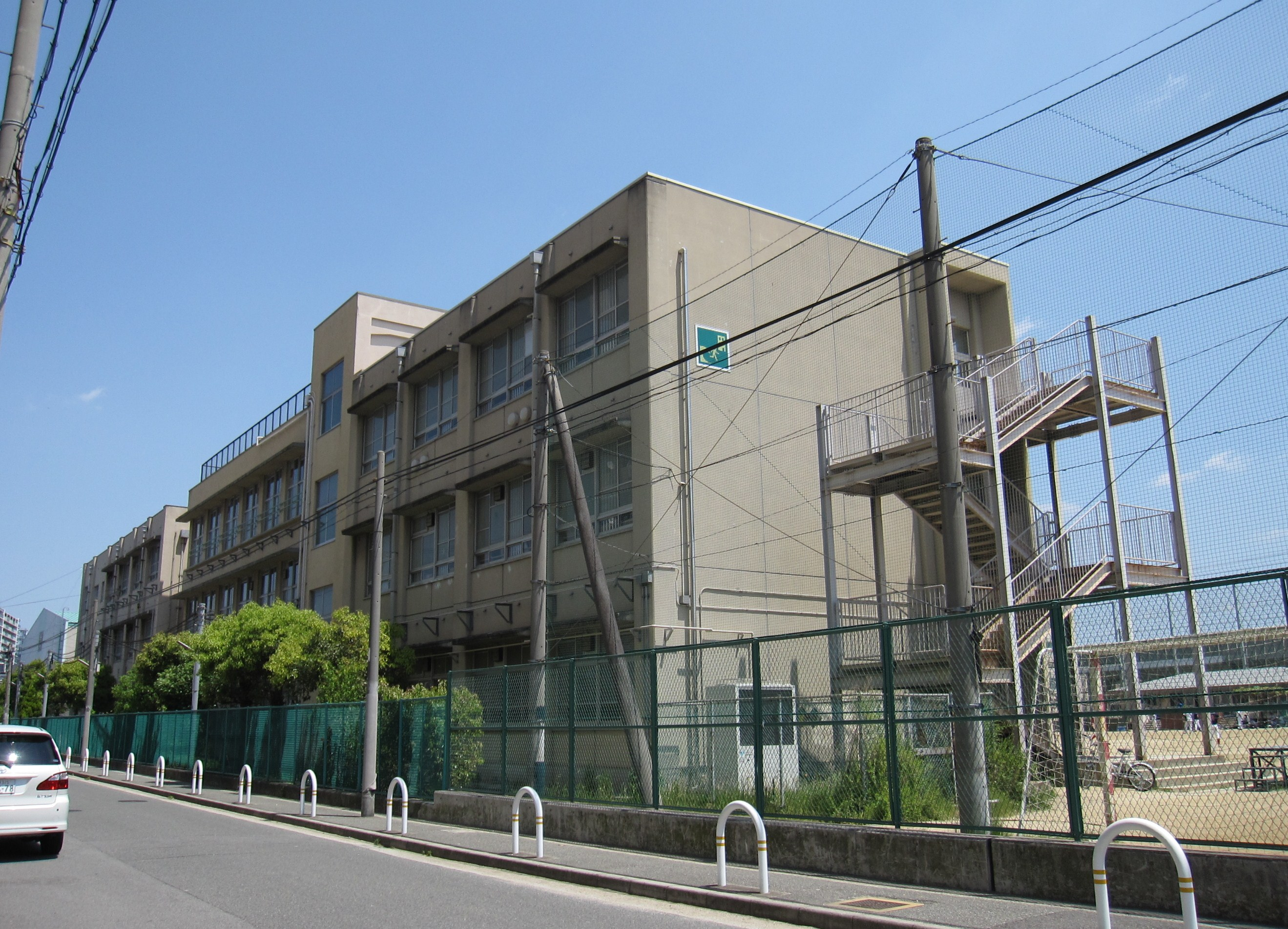
堺市立大浜中学校